# Xantonnea quocensis
Xantonnea quocensis är en måreväxtart som beskrevs av Jean Baptiste Louis Pierre och Charles-Joseph Marie Pitard. Xantonnea quocensis ingår i släktet Xantonnea och familjen måreväxter. Inga underarter finns listade i Catalogue of Life.